# Diaphaenidea apicalis
Diaphaenidea apicalis es una especie de insecto coleóptero de la familia Chrysomelidae.
Fue descrita científicamente en 1823 por Wiedemann.